# Pieczęć Rzeczypospolitej Polskiej
Pieczęć Rzeczypospolitej Polskiej – metalowa, tłoczona, okrągła pieczęć o średnicy 77 mm, zawierająca pośrodku wizerunek orła z godła Rzeczypospolitej Polskiej, a w otoku napis „Rzeczpospolita Polska”.
Wygląd i wymiary pieczęci regulowane są przepisami prawa, tj. art. 16a Ustawy z dnia 31 stycznia 1980 r. o godle, barwach i hymnie Rzeczypospolitej Polskiej (Dz.U. z 2024 r. poz. 155). Obecne regulacje obowiązują od 24 września 2005 r. na mocy przepisów ustawy z dnia 28 lipca 2005 r. o zmianie ustawy o godle, barwach i hymnie Rzeczypospolitej Polskiej (Dz.U. z 2005 r. nr 172, poz. 1439).
Obowiązująca ustawa o godle, barwach i hymnie Rzeczypospolitej Polskiej regulują również wygląd i wymiary pieczęci Sejmu Rzeczypospolitej, pieczęci Senatu Rzeczypospolitej Polskiej, pieczęci Prezydenta Rzeczypospolitej Polskiej oraz pieczęci urzędowych podmiotów uprawnionych do ich używania, w tym gmin, powiatów, samorządów województw lub związków jednostek samorządu terytorialnego.
Wygląd i wymiary historycznych pieczęci Polskiej Rzeczypospolitej Ludowej i Rzeczypospolitej Polskiej regulowały odpowiednio:
- art. 9 dekretu z dnia 7 grudnia 1955 r. o godle i barwach Polskiej Rzeczypospolitej Ludowej oraz o pieczęciach państwowych (Dz.U. z 1955 r. nr 47, poz. 314, ze zm.)[1] w zakresie pieczęci Polskiej Rzeczypospolitej Ludowej,
- art. 10 rozporządzenia Prezydenta Rzeczypospolitej Polskiej z dnia 13 grudnia 1927 r. o godłach i barwach państwowych oraz o oznakach i pieczęciach (Dz.U. z 1939 r. nr 2, poz. 8, ze zm.)[2] w zakresie pieczęci państwowej Rzeczypospolitej Polskiej,
- art. 1 ust. 2 ustawy z dnia 1 sierpnia 1919 r. o godłach i barwach Rzeczypospolitej Polskiej (Dz.U. z 1919 r. nr 69, poz. 416)[2] w zakresie pieczęci Rzeczypospolitej Polskiej.